# 魚袋
魚袋（ぎょたい）は、束帯装束に用いる装飾品。

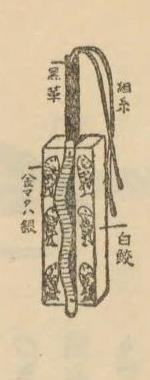
魚袋

石帯に吊るすもので、古代中国で用いられた割符が装飾品化したものといわれる。唐の初期には魚の形に帛（絹）を結んだといわれ、武后の時代には亀袋にかえられたこともあった（一説に亀を玄武、魚を鯉即ち唐の皇室の姓「李」の音通とする説もある。）唐代には紫衣に金魚袋（三品以上）・緋衣に銀魚袋（五品以上）という姿が高官の象徴とされ、位階相当で使用されたほか、地方官や軍務などの重職についたときなどに仮に許されることもあった。（位階に相当しない紫衣の着用を「借紫」、緋衣の着用を「借緋」といい、これらにはそれぞれ金銀魚袋がともなった。なお『白氏文集』には刺史になった白居易が緋袍・緋衫に銀魚袋を身につけ、都の官職に戻ると魚袋をやめて緑袍に戻ったという記事が見える。また「賜緋銀魚袋」などという「賜」も「借」同様である）宋代においても同様であったが、元・明以降にこの制度はない。唐代中期以降は中国でも装飾品になり、形状も五代頃の安西楡林窟の壁画によると日本のものにほぼ同様である。養老令の「衣服令」には規定がなく、平安時代初期に唐代の制度を摂取したものとみられるが、いつ取り入れられたかを明記する資料は無い。

## 形状
右腰に下げる（2個を同時に用いることはない）。原型は定かではないが、現在のものは拍子木のような木製の芯の四方に鮫皮を張り、表面に金属製の四つの魚と波型の飾りを付け、裏側には魚を一つだけつける。輪状の革紐を取り付け、これを旅行かばんのタグのようにして石帯にひっかける(近世では石帯着装に先立ちあらかじめ石帯にかけておく)。普通の体格なら右端の石から1石半くらいの位置になる。
四位の参議以上の公卿は金魚袋といって飾りが金製のものを、殿上人とは銀魚袋といって銀製の飾りのものを使う。
これの原型は中国の律令で定められた魚に似た形の割符（曹魏では亀の形という）と皮袋に由来すると言われるが、日本では装飾品として扱われた。したがって節会参列の公卿・五位以上の官人や賀茂祭の勅使をはじめとする重儀の奉仕に際してのみ使用され、束帯着用時でも通常は使用しなかった。近代では即位関連儀礼でも使用はなく、唯一賀茂祭の勅使が使用するだけである。

## 参考
中国史上の魚符・魚袋に関しては、以下の研究がある。
・柿沼陽平「文物としての随身魚符と随身亀符」（『帝京大学文化財研究所研究報告』第19集,2020年11月,127-147頁）
・柿沼陽平「隋唐随身符制新探――玄宗即位以前を中心に――」（『古代文化』第74巻第3号、2022年12月,38-57頁）